# David Janssen
David Janssen (Naponee (Nebraska), 27 maart 1931 – Malibu (Californië), 13 februari 1980) was een Amerikaanse film- en televisieacteur die vooral bekend is vanwege zijn hoofdrol als Richard Kimble in de televisieserie The Fugitive van 1963 tot 1967.
De familie Janssen verhuisde naar Hollywood toen David een tiener was. Hij volgde les aan de Fairfax High School. Hij debuteerde op 14-jarige leeftijd in de film "It's a pleasure" en tekende op zijn 18 een contract met 20th Century Fox. De studio liet hem evenwel omwille van zijn kapsel en zijn grote prominent zichtbare oren vallen. Een jaar later tekende hij een contract bij Universal Studios, waarna hij in 32 films een rol kreeg, alvorens van 1957 tot het einde van de serie in 1960 de hoofdrol op zich te nemen in de televisieserie "Richard Diamond, Private Detective". In 1961 verscheen hij terug in enkele films tot 1963 om dan terug in de televisieserie "The Fugitive" te verschijnen. In 1969 speelde hij mee in Marooned. Hij had nadien nog een hoofdrol in ongeveer 20 televisiefilms, waaronder Superdome uit 1978. Hij speelde ook een rol in de film Inchon die na zijn overlijden, in 1982 werd uitgebracht. Zijn scènes werden evenwel na de vertoning op het Filmfestival van Cannes uit de versie geknipt die vertoond werd bij de Amerikaanse première. Hij kreeg een ster op de Hollywood Walk of Fame.
- Bibsys: 99026012
- Biblioteca Nacional de España: XX1316971
- Bibliothèque nationale de France: cb139678697 (data)
- Gemeinsame Normdatei: 119402912
- International Standard Name Identifier: 0000 0001 0872 6090
- Library of Congress Control Number: n85376638
- National Archives and Records Administration: 10568879
- Nationale Bibliotheek van Tsjechië: xx0179106
- Nationale Bibliotheek van Israël: 987007342193605171
- Nederlandse Thesaurus van Auteursnamen: 071918728
- Istituto Centrale per il Catalogo Unico: UBOV843921
- SNAC: w6qh31kp
- Système universitaire de documentation: 135422639
- Virtual International Authority File: 14965668
- WorldCat: E39PBJptYjWJmCtKrgJhv9VKVC